# 분쟁광물

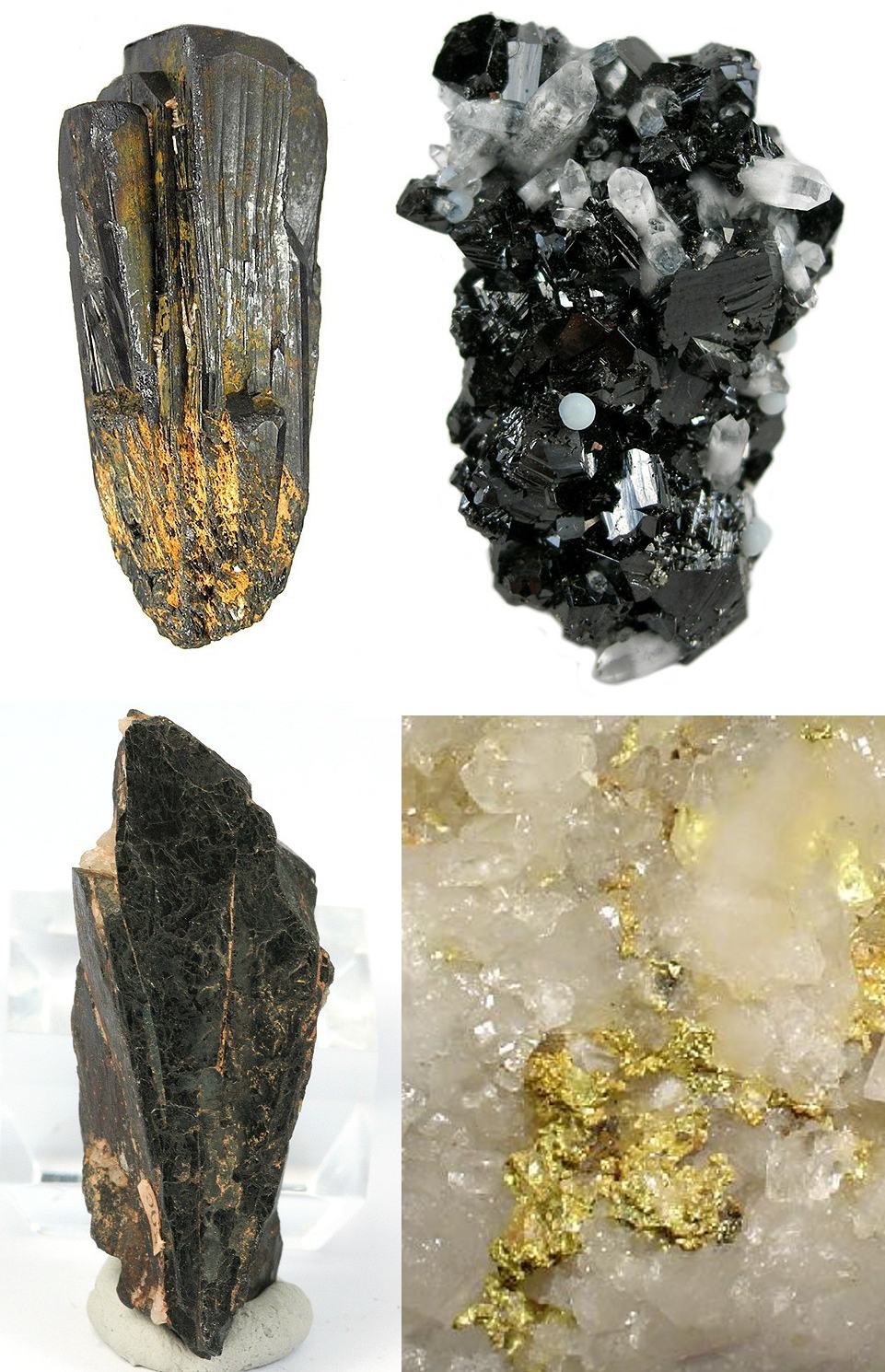
4개의 흔한 분쟁광물(위/왼쪽에서 시계방향): 콜탄, 석석, 금, 철망간 중석.

분쟁광물(紛爭鑛物)은 콩고나 우간다 등 지역에서 전쟁 및 범죄를 동원하면서 생산되는 천연 자원을 말한다.

## 종류
현재 미국 분쟁광물법에 의한 분쟁광물은 아래 네 가지 종류의 광물을 일컫는다.
- 콜탄(Columbite-tantalite, coltan, 컬럼바이트와 탄탈럼으로 이루어진 광물)은 전기 회로에 사용되는 콘덴서의 주 재료이다.
- 석석(Cassiterite)은 주석을 만드는데 꼭 필요한 재료이다.
- 철망간중석(Wolframite)는 텅스텐의 원석이다.
- 금

위 네 가지 광물은 "the 3T's and gold" 또는 3TG라고도 불린다.

## 관련 자료
- 인텔: 비분쟁 공급망 및 인텔